# Bắc Giang (thành phố)
Bắc Giang là thành phố tỉnh lỵ cũ của tỉnh Bắc Giang, Việt Nam.

## Địa lý
Thành phố Bắc Giang nằm ở phía tây của tỉnh Bắc Giang, cách trung tâm thủ đô Hà Nội khoảng 50 km về phía đông bắc, có vị trí địa lý:
- Phía đông giáp huyện Lục Nam và thành phố Chí Linh, tỉnh Hải Dương
- Phía tây giáp thị xã Việt Yên
- Phía nam giáp thị xã Quế Võ, tỉnh Bắc Ninh
- Phía bắc giáp huyện Tân Yên và huyện Lạng Giang.

Đặc trưng khí hậu chịu ảnh hưởng của gió mùa, một năm có hai mùa rõ rệt: mùa mưa từ tháng 4–10, mùa khô từ tháng 11–3. Nhiệt độ trung bình năm dao động từ 23,2 °C – 23,8 °C. Độ ẩm trung bình từ 83–84%. Tổng lượng mưa trung bình hàng năm khoảng 1.400 – 1.730 mm. Nhìn chung, các điều kiện tự nhiên của thành phố Bắc Giang thuận lợi cho phát triển kinh tế - xã hội trước mắt cũng như lâu dài.
| Dữ liệu khí hậu của Bắc Giang                                | Dữ liệu khí hậu của Bắc Giang | Dữ liệu khí hậu của Bắc Giang | Dữ liệu khí hậu của Bắc Giang | Dữ liệu khí hậu của Bắc Giang | Dữ liệu khí hậu của Bắc Giang | Dữ liệu khí hậu của Bắc Giang | Dữ liệu khí hậu của Bắc Giang | Dữ liệu khí hậu của Bắc Giang | Dữ liệu khí hậu của Bắc Giang | Dữ liệu khí hậu của Bắc Giang | Dữ liệu khí hậu của Bắc Giang | Dữ liệu khí hậu của Bắc Giang | Dữ liệu khí hậu của Bắc Giang |
| Tháng                                                        | 1                             | 2                             | 3                             | 4                             | 5                             | 6                             | 7                             | 8                             | 9                             | 10                            | 11                            | 12                            | Năm                           |
| ------------------------------------------------------------ | ----------------------------- | ----------------------------- | ----------------------------- | ----------------------------- | ----------------------------- | ----------------------------- | ----------------------------- | ----------------------------- | ----------------------------- | ----------------------------- | ----------------------------- | ----------------------------- | ----------------------------- |
| Cao kỉ lục °C (°F)                                           | 30.8 (87.4)                   | 31.3 (88.3)                   | 33.6 (92.5)                   | 36.3 (97.3)                   | 38.7 (101.7)                  | 40.5 (104.9)                  | 37.6 (99.7)                   | 37.1 (98.8)                   | 37.0 (98.6)                   | 34.8 (94.6)                   | 33.5 (92.3)                   | 30.0 (86.0)                   | 40.5 (104.9)                  |
| Trung bình ngày tối đa °C (°F)                               | 19.7 (67.5)                   | 20.0 (68.0)                   | 22.6 (72.7)                   | 26.8 (80.2)                   | 31.1 (88.0)                   | 32.5 (90.5)                   | 32.6 (90.7)                   | 32.0 (89.6)                   | 31.2 (88.2)                   | 28.9 (84.0)                   | 25.6 (78.1)                   | 22.1 (71.8)                   | 27.1 (80.8)                   |
| Trung bình ngày °C (°F)                                      | 16.2 (61.2)                   | 17.1 (62.8)                   | 19.9 (67.8)                   | 23.7 (74.7)                   | 27.1 (80.8)                   | 28.7 (83.7)                   | 29.0 (84.2)                   | 28.4 (83.1)                   | 27.4 (81.3)                   | 24.7 (76.5)                   | 21.1 (70.0)                   | 17.7 (63.9)                   | 23.4 (74.1)                   |
| Tối thiểu trung bình ngày °C (°F)                            | 13.6 (56.5)                   | 15.0 (59.0)                   | 17.9 (64.2)                   | 21.5 (70.7)                   | 24.3 (75.7)                   | 25.8 (78.4)                   | 26.2 (79.2)                   | 25.8 (78.4)                   | 24.5 (76.1)                   | 21.5 (70.7)                   | 17.8 (64.0)                   | 14.5 (58.1)                   | 20.7 (69.3)                   |
| Thấp kỉ lục °C (°F)                                          | 3.4 (38.1)                    | 4.6 (40.3)                    | 5.9 (42.6)                    | 12.2 (54.0)                   | 16.1 (61.0)                   | 19.2 (66.6)                   | 21.8 (71.2)                   | 21.6 (70.9)                   | 17.2 (63.0)                   | 10.3 (50.5)                   | 6.7 (44.1)                    | 2.8 (37.0)                    | 2.8 (37.0)                    |
| Lượng Giáng thủy trung bình mm (inches)                      | 24 (0.9)                      | 27 (1.1)                      | 49 (1.9)                      | 111 (4.4)                     | 193 (7.6)                     | 256 (10.1)                    | 253 (10.0)                    | 286 (11.3)                    | 176 (6.9)                     | 121 (4.8)                     | 38 (1.5)                      | 18 (0.7)                      | 1.552 (61.1)                  |
| Số ngày giáng thủy trung bình                                | 8.3                           | 10.6                          | 14.9                          | 14.0                          | 13.8                          | 15.4                          | 14.9                          | 16.6                          | 11.9                          | 10.1                          | 6.5                           | 4.3                           | 141.3                         |
| Độ ẩm tương đối trung bình (%)                               | 78.3                          | 81.6                          | 85.3                          | 86.1                          | 83.1                          | 82.3                          | 82.4                          | 84.5                          | 82.3                          | 80.2                          | 77.4                          | 76.5                          | 81.7                          |
| Số giờ nắng trung bình tháng                                 | 77                            | 47                            | 49                            | 90                            | 193                           | 179                           | 203                           | 189                           | 202                           | 182                           | 153                           | 133                           | 1.695                         |
| Nguồn: Vietnam Institute for Building Science and Technology |                               |                               |                               |                               |                               |                               |                               |                               |                               |                               |                               |                               |                               |

## Hành chính
Thành phố Bắc Giang có 31 đơn vị hành chính cấp xã trực thuộc, bao gồm 21 phường: Cảnh Thụy, Dĩnh Kế, Dĩnh Trì, Đa Mai, Đồng Sơn, Hoàng Văn Thụ, Hương Gián, Mỹ Độ, Ngô Quyền, Nham Biền, Nội Hoàng, Song Khê, Song Mai, Tân An, Tân Liễu, Tân Mỹ, Tân Tiến, Thọ Xương, Tiền Phong, Trần Phú, Xương Giang và 10 xã: Đồng Phúc, Đồng Việt, Đức Giang, Lãng Sơn, Quỳnh Sơn, Tiến Dũng, Trí Yên, Tư Mại, Xuân Phú, Yên Lư.

## Lịch sử
Trong chiến đấu và xây dựng đất nước, thành phố Bắc Giang đã có hàng ngàn lượt tập thể, cá nhân được Đảng, Nhà nước phong tặng nhiều danh hiệu, phần thưởng cao quý. Trong đó, thành phố được tặng danh hiệu "Anh hùng lực lượng vũ trang nhân dân trong thời kỳ chống Mỹ", Huân chương lao động hạng Nhì trong thời kỳ đổi mới; 5 phường, xã được phong tặng danh hiệu "Anh hùng lực lượng vũ trang nhân dân trong thời kỳ chống Pháp, chống Mỹ"; phong tặng và truy tặng 26 danh hiệu Bà mẹ Việt Nam Anh hùng. Thành phố đã 4 lần vinh dự được đón Bác Hồ về thăm, làm việc với tỉnh và thành phố là các năm: 1955, 1959, 1961, 1963.
Thành phố Bắc Giang là địa danh lịch sử, xưa thuộc Bộ Vũ Ninh. Trấn Kinh Bắc – là trấn thứ tư, trong bốn kinh trấn và đứng đầu phên dậu phía Bắc của quốc gia Đại Việt, có vị trí quân sự trọng yếu gắn liền với chiến thắng Xương Giang vẻ vang của nghĩa quân Lam Sơn muôn thuở còn truyền, tiêu diệt hoàn toàn 10 vạn quân viện binh do Liễu Thăng chỉ huy đã kết thúc 20 năm đô hộ của triều đại phong kiến nhà Minh; bên cạnh đó còn là một trong những trung tâm kinh tế - văn hoá được hình thành và phát triển từ thời kỳ đầu Công Nguyên; từng là phủ lỵ Lạng Giang (thành Châu Xuyên, xã Dĩnh Uyên – Tân Tiến), Bảo Lộc (thành Thọ Xương), huyện lỵ Phượng Nhỡn (xã Dĩnh Uyên – nay là 6 thôn của xã Tân Tiến và thôn Lường của Dĩnh Kế).
Từ một căn cứ quân sự, Phủ Lạng Thương đã trở thành một đô thị với nhiều phố lớn, nhà ga, bến cảng, khách sạn, bưu điện, câu lạc bộ, trường học, công viên, sân vận động,...

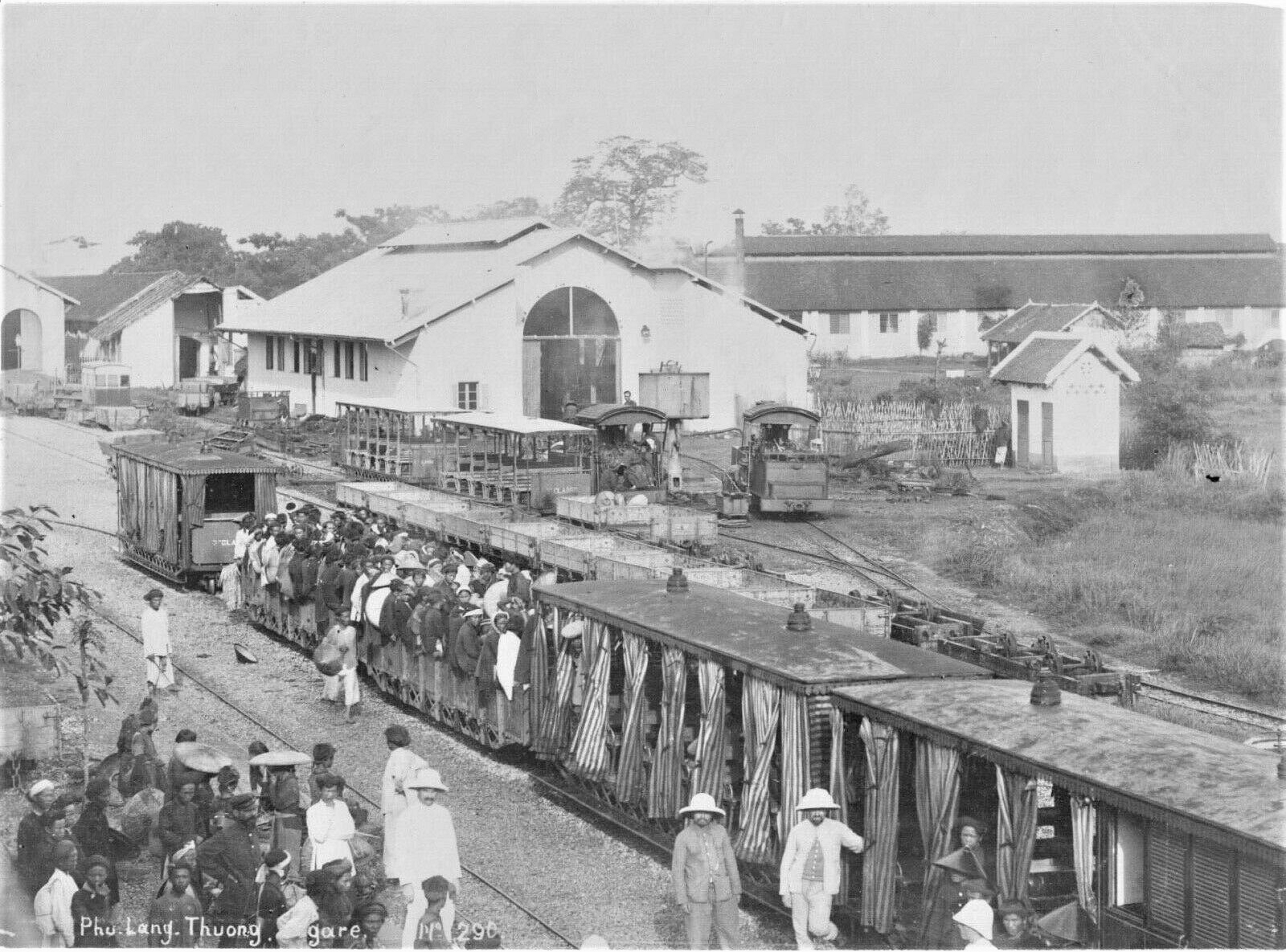
Ga Phủ Lạng Thương vào năm 1900

Dưới thời Pháp thuộc, ngày 11 tháng 7 năm 1888 đơn vị hành chính Phủ Lạng Thương ra đời.
Ngày 10 tháng 10 năm 1895, tỉnh Bắc Giang được thành lập, Phủ Lạng Thương trở thành tỉnh lỵ tỉnh Bắc Giang.
Ngày 28 tháng 10 năm 1902, Thống sứ Bắc Kỳ ban hành Quyết định về việc địa giới thị xã Phủ Lạng Thương được quy định như sau:
- Phía tây giáp bởi một đường bắt đầu từ Tòa sứ, ôm trọn trại lính khố xanh, cảng thủy cách ly và Trường đua ngựa cuối cùng kết thúc ở mốc cây số số 2 đường tàu hỏa.
- Phía bắc giáp bởi một đường đi từ mốc cây số số 2, ôm trọn khu doanh trại mới và cuối cùng gặp con đường Phủ Lạng Thương lên Lục Nam, cách nhà thương ta 100m về phía trên.
- Phía nam giáp bởi sông Thương.
- Phía tây nam giáp bởi một đường bắt đầu từ con đường Phủ Lạng Thương lên Lục Nam, đi tiếp 100m nữa ôm trọn làng Á.
- Xóa bỏ Nghị định ngày 16 tháng 5 năm 1893 về địa giới Phủ Lạng Thương.

Ngày 13 tháng 3 năm 1923, Thống sứ Bắc Kỳ ban hành Quyết định ba khu đã được dự kiến trong Nghị định ngày 27 tháng 12 năm 1899 được ấn định như sau đối với Phủ Lạng Thương:
- Khu thứ nhất: Các bất động sản quay mặt ra phố lớn và phố Tân Ninh.
- Khu thứ hai: Các bất động sản quay mặt ra các phố Jules Ferry (GiuynPheri), Nghĩa Long, Aubry (Obori) Beauvais (Bôve), Colonel Duchene (Đại tá Đuyhên), nhà Thọ Xương, Chùa, Chợ, Bến đò, các trường học, Burkles (Buyếccole), Trouvé (Tơruyề), phố ga và phố Tòa sứ.
- Khu thứ ba: Các bất động sản khác của trung tâm đô thị không nằm trong hai khu nói trên.

Ngày 25 tháng 11 năm 1927, Thống sứ Bắc Kỳ ban hành Nghị định về việc:
- Hủy bỏ Nghị định ngày 28 tháng 10 năm 1902 về quy định địa giới Phủ Lạng Thương.
- Đất đai Phủ Lạng Thương gồm đất đai của hai làng Thọ Xương và Châu Xuyên gộp lại như đã được xác định ở thời điểm xây dựng quy hoạch theo vùng trồng trọt, đã được sở địa chính (ca-đát) phê chuẩn ngày 19 tháng 8 năm 1919.
- Địa giới hiện nay của Phủ Lạng Thương đương nhiên cũng là ranh giới phân cách 2 làng trên với các làng lân cận. Các đường ranh giới đó là:
  - Ranh giới giữa 2 làng Thọ Xương và Cung Nhượng từ cột mốc 1 đến cột mốc 2.
  - Ranh giới giữa 2 làng Thọ Xương và Hà Vị từ cột mốc 2 đến cột mốc 7.
  - Ranh giới giữa 2 làng Châu Xuyên và Hà Vị từ cột mốc 7 đến cột mốc 8.
  - Ranh giới giữa 2 làng Châu Xuyên và Dĩnh Kế từ cột mốc 8 đến cột mốc 13.
  - Ranh giới giữa 2 làng Châu Xuyên và Dĩnh Uyên từ cột mốc 13 đến cột mốc 16.
  - Công thương, ngược dòng từ cột mốc 16 đến cột mốc 1.

Ngày 21 tháng 12 năm 1927, Quyền thống sứ Bắc Kỳ ban đầu Quyết định các làng Thọ Xương và Châu Xuyên thuộc tổng Thọ Xương, phủ Lạng Giang được hợp lại thành làng Thọ Châu.
Ngày 11 tháng 2 năm 1939, Tổng sứ Bắc Kỳ ban hành Nghị định số 241-NĐ về việc thành lập tỉnh lỵ Bắc Giang trên cơ sở toàn bộ xã Thọ Châu.
Ngày 24 tháng 2 năm 1942, Tổng sứ Bắc Kỳ ban hành Nghị định số 5247A-NĐ về việc thành lập thị xã Phủ Lạng Thương trên cơ sở toàn bộ xã Thọ Châu.
Trong Cách mạng tháng Tám năm 1945, Phủ Lạng Thương là một trong những địa phương sớm khởi nghĩa và giành chính quyền (ngày ngày 17 tháng 8 năm 1945).
Ngày 1 tháng 2 năm 1955, Thủ tướng Chính phủ ban hành Nghị định số 451-TTg về việc tái lập thị xã Phủ Lạng Thương trực thuộc tỉnh Bắc Giang.
Ngày 1 tháng 10 năm 1959, Thủ tướng Chính phủ ban hành Nghị định số 352-TTg về việc:
- Đổi tên thị xã Phủ Lạng Thương thành thị xã Bắc Giang trực thuộc Uỷ ban Hành chính tỉnh Bắc Giang.[11]
- Chia khu phố Mỹ Độ và khu phố Hoà Bình thành 12 tiểu khu.[12]

Thị xã Bắc Giang có 12 tiểu khu.
Ngày 27 tháng 10 năm 1962, Quốc hội ban hành Nghị quyết về việc thành lập tỉnh Hà Bắc trên cơ sở hợp nhất tỉnh Bắc Giang và tỉnh Bắc Ninh. Khi đó, thị xã Bắc Giang thuộc tỉnh Hà Bắc và là tỉnh lỵ của tỉnh Hà Bắc.
Ngày 14 tháng 3 năm 1963, Hội đồng Chính phủ ban hành Quyết định số 25-CP về việc sáp nhập xã Thọ Xương thuộc huyện Lạng Giang và các xóm Đa Mai, Thanh Mai của xã Song Mai thuộc huyện Việt Yên vào thị xã Bắc Giang quản lý.
Ngày 22 tháng 4 năm 1964, Bộ Nội vụ ban hành Quyết định số 127-NV về việc thành lập xã Đa Mai trên cơ sở tách một phần đất xã Song Mai thuộc huyện Việt Yên.
Sau năm 1975, thành lập 5 khu hành chính trên cơ sở 12 tiểu khu.
Ngày 1 tháng 6 năm 1981, UBND tỉnh Hà Bắc ban hành Quyết định số 390/QĐ-UBND về việc:
- Thành lập phường Lê Lợi trên cơ sở tiểu khu Thống Nhất và tiểu khu Tự Do.[18]
- Thành lập phường Trần Phú trên cơ sở tiểu khu Quang Trung.[19]
- Thành lập phường Ngô Quyền trên cơ sở tiểu khu Hòa Bình và tiểu khu Thùng Đấu.[20]
- Thành lập phường Minh Khai trên cơ sở tiểu khu Minh Khai.[21]

Ngày 3 tháng 5 năm 1985, Hội đồng Bộ trưởng ban hành Quyết định số 130-HĐBT về việc:
- Chuyển xã Song Mai thuộc huyện Việt Yên và xã Dĩnh Kế thuộc huyện Lạng Giang về thị xã Bắc Giang.
- Thành lập phường Nhà Máy Phân Đạm trên cơ sở dân cư chủ yếu là công nhân nhà máy Phân Đạm hoá chất Hà Bắc của xã Thọ Xương.[23]

Sau khi điều chỉnh địa giới, thị xã Bắc Giang có 5 phường Trần Phú, Lê Lợi, Ngô Quyền, Minh Khai, Nhà Máy Phân Đạm và 4 xã: Đa Mai, Thọ Xương, Song Mai, Dĩnh Kế.
Ngày 24 tháng 5 năm 1989, UBND tỉnh Hà Bắc ban hành Quyết định số 419/UB về việc:
- Đổi tên phường Nhà Máy Phân Đạm thành phường Trần Nguyên Hãn.[23]
- Đổi tên phường Minh Khai thành phường Mỹ Độ.[21]

Ngày 29 tháng 8 năm 1994, Chính phủ ban hành Nghị định số 103-CP về việc:
- Sáp nhập 6 ha diện tích tự nhiên và dân số 1.899 nhân khẩu của phường Mỹ Độ vào xã Đa Mai.[21]
- Sáp nhập 36 ha diện tích tự nhiên và dân số 6.060 nhân khẩu của phường Ngô Quyền vào phường Trần Nguyên Hãn.[26]

Ngày 6 tháng 11 năm 1996, Quốc hội ban hành Nghị định về việc chia tỉnh Hà Bắc thành tỉnh Bắc Giang và tỉnh Bắc Ninh. Khi đó, thị xã Bắc Giang trở lại là tỉnh lỵ của tỉnh Bắc Giang.
Ngày 11 tháng 5 năm 1999, Chính phủ ban hành Nghị định số 33/1999/NĐ-CP về việc:
- Thành lập phường Thọ Xương trên cơ sở 439 ha diện tích tự nhiên và 12.309 nhân khẩu của xã Thọ Xương.
- Thành lập phường Hoàng Văn Thụ trên cơ sở 52 ha diện tích tự nhiên và 6.469 nhân khẩu của phường Lê Lợi; 115 ha diện tích tự nhiên và 2.697 nhân khẩu của xã Dĩnh Kế.
- Thành lập xã Xương Giang trên cơ sở 250 ha diện tích tự nhiên và 6.218 nhân khẩu còn lại của xã Thọ Xương.

Ngày 15 tháng 12 năm 2003, Bộ Xây dựng ban hành Quyết định số 1683/QĐ-BXD về việc công nhận thị xã Bắc Giang là đô thị loại III.
Ngày 7 tháng 6 năm 2005, Chính phủ ban hành Nghị định số 75/2005/NĐ-CP về việc thành lập thành phố Bắc Giang thuộc tỉnh Bắc Giang trên cơ sở toàn bộ diện tích tự nhiên, dân số và các đơn vị hành chính trực thuộc của thị xã Bắc Giang.
Thành phố Bắc Giang có 3.221 ha diện tích tự nhiên và 126.810 nhân khẩu, có 11 đơn vị hành chính trực thuộc bao gồm 7 phường: Trần Phú, Ngô Quyền, Lê Lợi, Hoàng Văn Thụ, Mỹ Độ, Trần Nguyên Hãn, Thọ Xương và 4 xã: Dĩnh Kế, Xương Giang, Đa Mai, Song Mai.
Ngày 27 tháng 9 năm 2010, Chính phủ ban hành Nghị quyết số 36/NQ-CP về việc chuyển xã Dĩnh Trì thuộc huyện Lạng Giang và 4 xã: Song Khê, Tân Mỹ, Tân Tiến, Đồng Sơn thuộc huyện Yên Dũng vào thành phố Bắc Giang quản lý.
Thành phố Bắc Giang có 6.644,82 ha diện tích tự nhiên và 145.249 nhân khẩu; có 16 đơn vị hành chính trực thuộc, bao gồm 7 phường: Hoàng Văn Thụ, Lê Lợi, Trần Nguyên Hãn, Mỹ Độ, Trần Phú, Thọ Xương, Ngô Quyền và 9 xã: Dĩnh Kế, Xương Giang, Đa Mai, Song Mai, Tân Mỹ, Song Khê, Đồng Sơn, Tân Tiến, Dĩnh Trì.
Ngày 31 tháng 12 năm 2013, Chính phủ ban hành Nghị quyết số 140/NQ-CP về việc:
- Thành lập phường Xương Giang trên cơ sở điều chỉnh 1,8 ha diện tích tự nhiên và 136 nhân khẩu của phường Hoàng Văn Thụ; 7,0 ha diện tích tự nhiên và 204 nhân khẩu của phường Thọ Xương; 15,3 ha diện tích tự nhiên của xã Dĩnh Kế và 280,75 ha diện tích tự nhiên, 7.291 nhân khẩu còn lại của xã Xương Giang sau khi điều chỉnh địa giới hành chính.
- Thành lập phường Dĩnh Kế trên cơ sở điều chỉnh 1,2 ha diện tích tự nhiên, 86 nhân khẩu của phường Hoàng Văn Thụ và 423,12 ha diện tích tự nhiên, 11.229 nhân khẩu còn lại của xã Dĩnh Kế sau khi điều chỉnh địa giới hành chính.
- Thành lập phường Đa Mai trên cơ sở toàn bộ 360,88 ha diện tích tự nhiên và 7.152 nhân khẩu của xã Đa Mai.
- Điều chỉnh 7,9 ha diện tích tự nhiên, 196 nhân khẩu của phường Thọ Xương sang phường Ngô Quyền và điều chỉnh 26,9 ha diện tích tự nhiên, 564 nhân khẩu của phường Hoàng Văn Thụ sang phường Ngô Quyền; điều chỉnh 1,2 ha diện tích tự nhiên của xã Xương Giang sang phường Thọ Xương; điều chỉnh 28,5 ha diện tích tự nhiên, 412 nhân khẩu của xã Dĩnh Kế sang phường Hoàng Văn Thụ.

Thành phố Bắc Giang có 6.677,36 ha diện tích tự nhiên và 157.439 nhân khẩu; có 16 đơn vị hành chính cấp xã, bao gồm 10 phường: Hoàng Văn Thụ, Lê Lợi, Trần Nguyên Hãn, Mỹ Độ, Trần Phú, Thọ Xương, Ngô Quyền, Dĩnh Kế, Xương Giang, Đa Mai và các 6: Song Mai, Tân Mỹ, Song Khê, Đồng Sơn, Tân Tiến, Dĩnh Trì.
Ngày 3 tháng 12 năm 2014, Thủ tướng Chính phủ ban hành Quyết định số 2168/QĐ-TTg về việc công nhận thành phố Bắc Giang là đô thị loại II trực thuộc tỉnh Bắc Giang.
Ngày 31 tháng 7 năm 2024, Thủ tướng Chính phủ ban hành Quyết định số 728/QĐ-TTg về việc công nhận đô thị Bắc Giang đạt tiêu chí đô thị loại II trực thuộc tỉnh Bắc Giang.
Đô thị Bắc Giang bao gồm toàn bộ ranh giới hành chính thành phố Bắc Giang hiện hữu và huyện Yên Dũng hiện hữu với phạm vi 258,30 km² với 34 đơn vị hành chính cấp xã. Trong đó, khu vực nội thị dự kiến bao gồm toàn bộ 16 đơn vị hành chính cấp xã của thành phố Bắc Giang gồm 10 phường hiện hữu và 6 khu vực dự kiến thành lập phường gồm các xã: Dĩnh Trì, Tân Mỹ, Đồng Sơn, Tăng Tiến, Song Mai, Song Khê và 8 đơn vị hành chính cấp xã của huyện Yên Dũng gồm thị trấn Nham Biền, thị trấn Tân An dự kiến sáp nhập với xã Lão Hộ và các xã: Nội Hoàng, Tiền Phong, Tân Liễu.
Ngày 28 tháng 9 năm 2024, Ủy ban Thường vụ Quốc hội ban hành Nghị quyết số 1191/NQ-UBTVQH15 về việc sắp xếp đơn vị hành chính cấp huyện, cấp xã của tỉnh Bắc Giang giai đoạn 2023 – 2025 (nghị quyết có hiệu lực từ ngày 1 tháng 1 năm 2025). Theo đó:
- Sáp nhập toàn bộ diện tích tự nhiên 191,74 km² và quy mô dân số 176.980 người của huyện Yên Dũng vào thành phố Bắc Giang.
- Sáp nhập phường Trần Nguyên Hãn vào phường Ngô Quyền.
- Sáp nhập phường Lê Lợi vào phường Trần Phú.
- Thành lập phường Tân An trên cơ sở thị trấn Tân An và xã Lão Hộ.
- Chuyển 12 xã: Dĩnh Trì, Tân Tiến, Tân Mỹ, Song Mai, Đồng Sơn, Song Khê, Nham Biền, Nội Hoàng, Tiền Phong, Cảnh Thụy, Hương Gián, Tân Liễu thành 12 phường có tên tương ứng.

Sau sáp nhập, thành phố Bắc Giang có diện tích tự nhiên 258,29 km² và quy mô dân số 371.151 người; có 21 phường và 10 xã như hiện nay.

## Kinh tế
Thành phố Bắc Giang trước kia và nay được biết đến với vai trò là một trong những trung tâm lớn của vùng về công nghiệp đạm - hoá chất, công nghiệp may mặc, đồng thời là trung tâm phân phối, trung chuyển hàng hóa từ Trung Quốc cho miền Bắc, cũng như là nơi tập kết các sản phẩm nội địa xuất khẩu sang thị trường Trung Quốc. Thành phố có 2 làng nghề truyền thống, một số cụm công nghiệp vừa và nhỏ gắn với hệ thống các khu, cụm công nghiệp lớn của tỉnh liền kề thành phố như: Quang Châu, Đình Trám, Vân Trung, Song Khê – Nội Hoàng,... đó những thuận lợi cơ bản để phát triển kinh tế - xã hội và đô thị.
Biểu trưng công nghiệp của thành phố Bắc Giang là công trình Nhà máy Phân đạm Hà Bắc, là nhà máy phân đạm đầu tiên của Việt Nam
Năm 2013, thành phố Bắc Giang có tốc độ tăng trưởng kinh tế cao và bền vững đạt 17,3%. Cơ cấu kinh tế chuyển dịch theo hướng tích cực: Thương mại - dịch vụ chiếm 45,2%; Công nghiệp - Tiểu thủ công nghiệp - Xây dựng 51,3%; Nông nghiệp - thủy sản 3,5%. Tổng thu ngân sách năm 2013 đạt 695 tỷ đồng, bằng 117% dự toán, bằng 106% so với năm trước. thu nhập bình quân đầu người đạt 59,80 triệu đồng/người. Tỷ lệ hộ nghèo giảm còn 1,55%; số hộ thu nhập 4 triệu đồng/tháng đạt 82%.
Một số cụm công nghiệp đã được hình thành gắn với hệ thống các khu, cụm công nghiệp lớn của tỉnh liền kề, tạo điều kiện thu hút đầu tư trong và ngoài nước, làm cơ sở để thúc đẩy công nghiệp của thành phố cũng như của tỉnh phát triển nhanh và vững chắc. Trên địa bàn thành phố đã hình thành nhiều ngành nghề công nghiệp, tiểu thủ công nghiệp đa dạng như chế biến nông lâm sản, cơ khí, hoá chất, dệt may, điện tử, sản xuất vật liệu xây dựng,... Hiện trên địa bàn có 2.110 cơ sở sản xuất công nghiệp và tiểu thủ công nghiệp đang hoạt động trong đó có 1.982 cơ sở sản xuất cá thể, tổ sản xuất; 11 cơ sở kinh tế tập thể; kinh tế hỗn hợp 105 cơ sở và 6 doanh nghiệp có vốn đầu tư nước ngoài. Thành phố hiện có 5 làng được công nhận là làng nghề, với các ngành nghề như: sản xuất bún, sản xuất mỳ gạo, làm bánh đa, nghề mộc,...
Thành phố Bắc Giang còn là địa danh nhiều người biết đến như là một trong những trung tâm phân phối, trung chuyển hàng hóa nhập khẩu từ Trung Quốc và ngược lại. Năm 2013 tổng giá trị xuất, nhập khẩu ước đạt 310 triệu USD, tăng 10% so với năm trước (xuất khẩu đạt 186 triệu USD, nhập khẩu đạt 124 triệu USD).
Mạng lưới thương mại - dịch vụ cũng đã được phát triển, đặc biệt tại các tuyến phố chính trong thành phố. Trong thời gian gần đây nhiều dãy phố đã được chuyên môn hoá ngành hàng kinh doanh.
Trên địa bàn thành phố hiện nay đã và đang hình thành một số khu đô thị mới như: khu đô thị Kosy (phường Xương Giang), khu đô thị phía nam thành phố Bắc Giang, khu đô thị Tây Nam thành phố Bắc Giang,...
Điện: tính đến năm 2003, điện lưới của Việt Nam đã về tới 100% số xã, phường phục vụ cho 100% số hộ dùng điện lưới quốc gia với chất lượng khá.
Nước: chủ yếu lấy từ nhà máy nước của thành phố. Ngoài ra tại một số xã, người dân còn sử dụng nước sinh hoạt và sản xuất từ 6.158 giếng đào và 175 giếng khoan.

## Dân số
Thành phố Bắc Giang có diện tích 66,77 km², dân số năm 2019 là 174.229 người. Trong đó, dân số thành thị là 109.367 người chiếm 62,8% và dân số nông thôn là 64.862 người chiếm 37,2%, mật độ dân số 2.609 người/km².
Thành phố Bắc Giang (hiện hữu) có diện tích 66,56 km², dân số quy đổi tính đến ngày 31/12/2023 là 194.171 người (trong đó: dân số thường trú là 191.411 người và dân số tạm trú quy đổi là 2.760 người), mật độ dân số 2.917 người/km².
Thành phố Bắc Giang (mở rộng) có diện tích 258,29 km², dân số quy đổi tính đến ngày 31/12/2023 là 371.151 người, mật độ dân số đạt 1.436 người/km².

## Du lịch
Tiềm năng du lịch trên địa bàn thành phố bao gồm: 2 điểm du lịch tự nhiên và 42 di tích (14 di tích cấp quốc gia, 4 di tích cấp tỉnh) đều đã và đang được khai thác như: Hạ tầng 2 bờ đê Sông Thương; điểm du lịch Quảng Phúc; các di tích Chùa Kế, nghè Cả (xã Dĩnh Kế); khu lăng tướng công Lều Văn Minh, chùa Vẽ, đình Vẽ, chùa Thành, đình Thành,... và 34 lễ hội truyền thống (1 lễ hội cấp tỉnh) như: lễ hội kỷ niệm chiến thắng Xương Giang; hội chùa Vẽ (phường Thọ Xương), chùa Hồng Phúc (phường Trần Nguyên Hãn), chùa Dền (phường Lê Lợi),... Một số lễ hội và làng nghề truyền thống (bún Đa Mai, bánh đa Kế) được duy trì thường xuyên, có ý nghĩa dân gian và kinh tế đang từng bước hấp dẫn du khách.

## Văn hóa
Đây là một vùng đất cổ có bề dày về lịch sử văn hoá và truyền thống khoa bảng. Huyện Yên Dũng (nay là thành phố Bắc Giang) là một vùng đất thiêng với huyền thoại 99 con chim phượng hoàng hốt cấu tạo nên dãy Nham Biền; có Chùa Vĩnh Nghiêm (xã Trí Yên) gắn liền với thiền phái Trúc lâm do vua Trần Nhân Tông sáng lập từ thế kỷ XIII, chùa được coi là trường đại học Phật giáo đầu tiên ở Việt Nam. Yên Dũng cũng nơi sinh ra hai cha con tiến sĩ Đào Toàn Mân và Trạng nguyên Đào Sư Tích (xã Song Khê).

### Làng nghề
Các làng nghề xưa, nghề phụ trong huyện Yên Dũng:
- Làng nghề mộc Đông Thượng (Lãng Sơn)
- Nghề làm gốm làng Ngòi (Tư Mại)
- Làng nghề làm tương (Trí Yên)

## Giao thông
Với vị trí rất thuận lợi về giao thông, cách thủ đô Hà Nội 50 km về phía Đông Bắc, ở vị trí trung lộ trên tuyến giao thông huyết mạch (đường bộ, đường sắt liên vận quốc tế) nối Thủ đô Hà Nội với thành phố Lạng Sơn và cửa khẩu quốc tế Đồng Đăng; ở vào vị trí đầu mối giao thông cấp liên vùng quan trọng: nằm cận kề vùng kinh tế trọng điểm Bắc Bộ, có hệ thống đường bộ gồm các Quốc lộ 1 cũ và mới, 31, 37, tỉnh lộ 398; các tuyến đường sắt: Hà Nội – Lạng Sơn, Hà Nội – Kép – Hạ Long, Hà Nội – Kép – Thái Nguyên chạy qua; có tuyến đường sông nối thành phố với các trung tâm công nghiệp, thương mại, du lịch lớn như Phả Lại, Côn Sơn – Kiếp Bạc, Yên Tử, Hải Phòng; tiếp cận thuận lợi với cảng hàng không quốc tế Nội Bài, cảng nội địa Gia Lâm, cảng nước sâu Cái Lân, cảng Hải Phòng và các cửa khẩu quốc tế trên biên giới Lạng Sơn.
Giao thông toàn thành phố có 104 km đường bộ, trong đó có 11 km đường quốc lộ, 10 km đường liên tỉnh, 20 km đường nội thị, 63 km đường xã. Ngoài ra còn có gần 80 km đường thôn xóm xe cơ giới đi được và có đường cao tốc Hà Nội – Bắc Giang, đường cao tốc Bắc Giang – Lạng Sơn đi qua ở phía nam thành phố. Hàng năm cứng hoá thêm mặt đường bằng bê tông nhựa và bê tông xi măng được 25%. Đường sắt chạy qua 5 km với Ga Bắc Giang. Đường sông chảy qua 4 km tạo thuận tiện cho việc vận chuyển hàng hoá.

## Hình ảnh

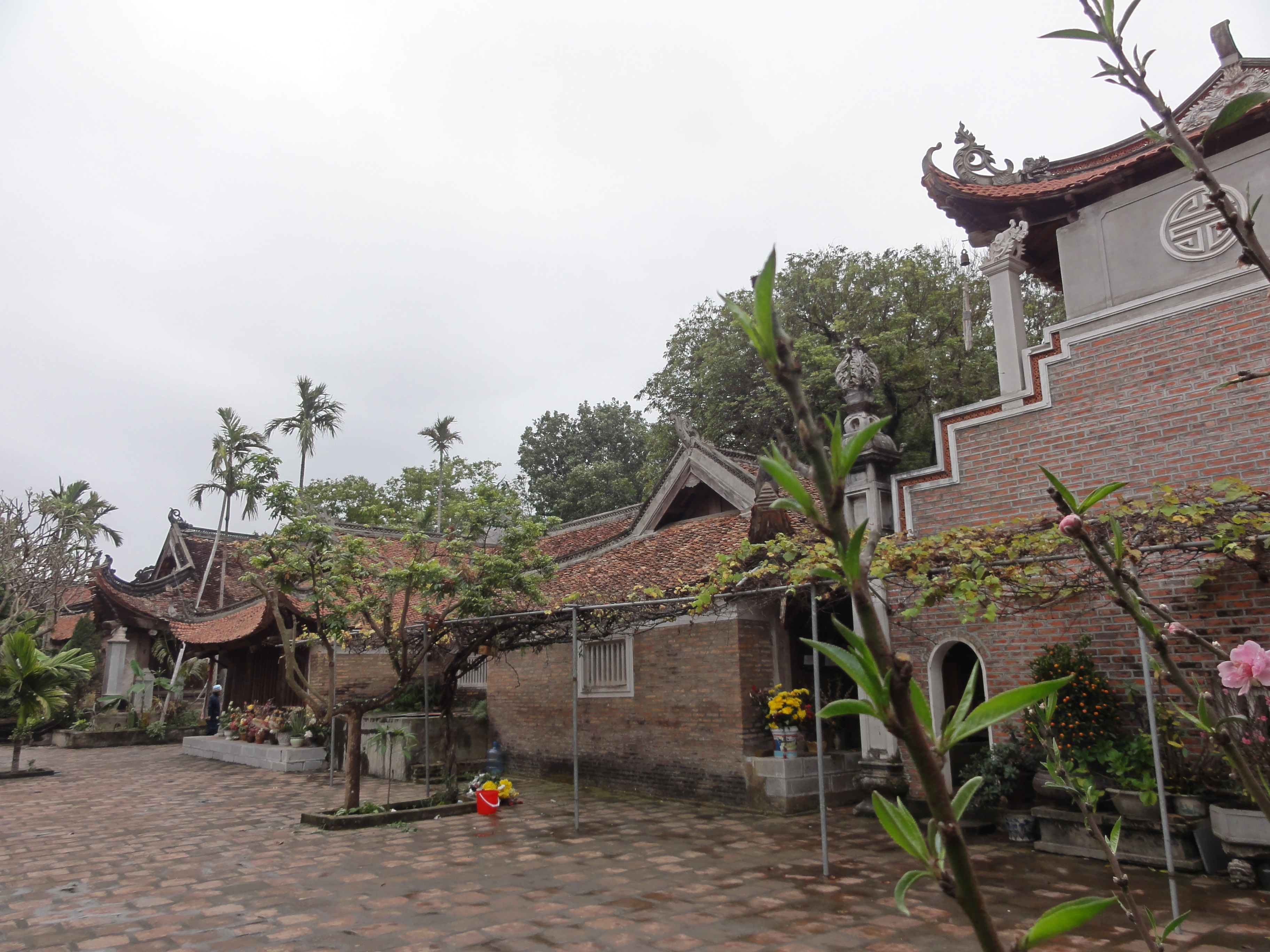
Chùa Vĩnh Nghiêm tại xã Trí Yên
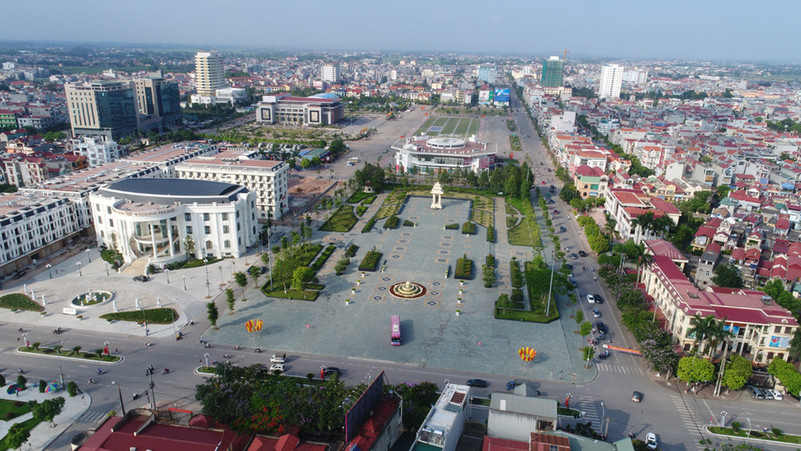
Khu trung tâm thành phố
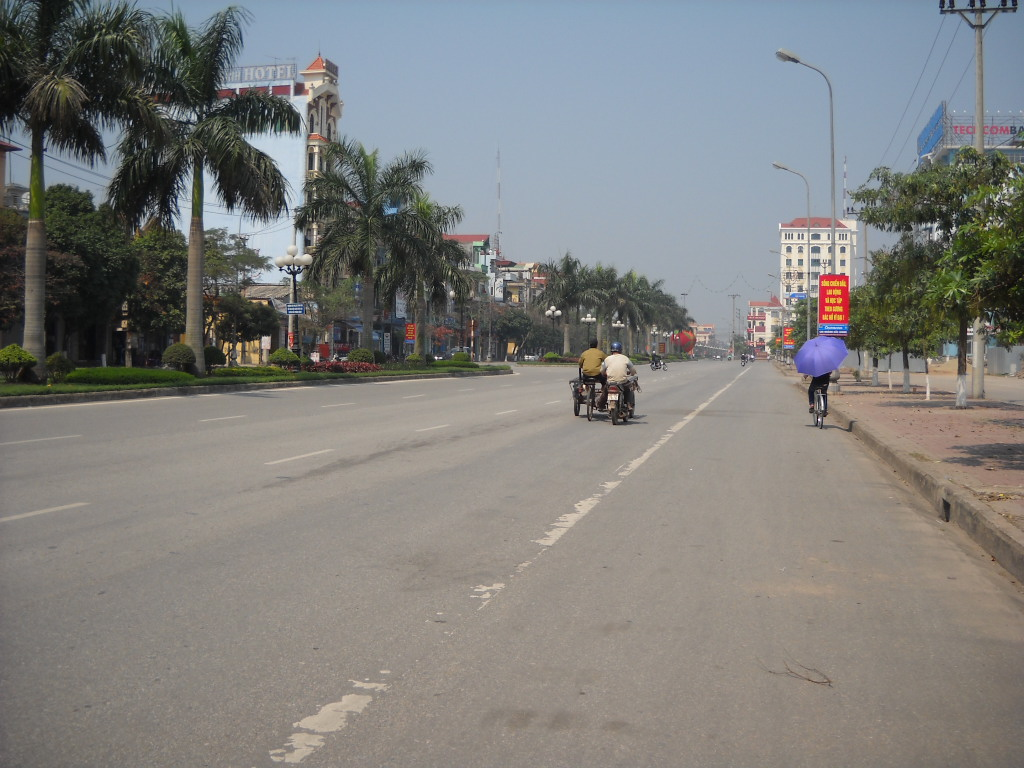
Đường Hùng Vương
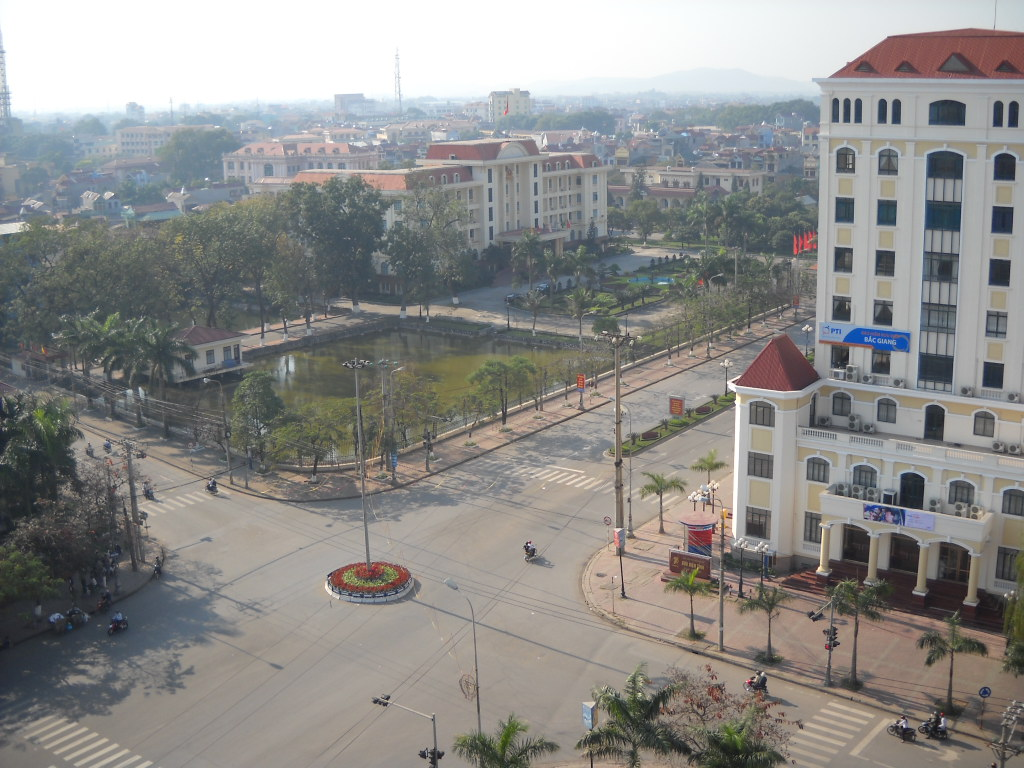
Ngã tư giao giữa đường Hùng Vương và đường Lê Lợi
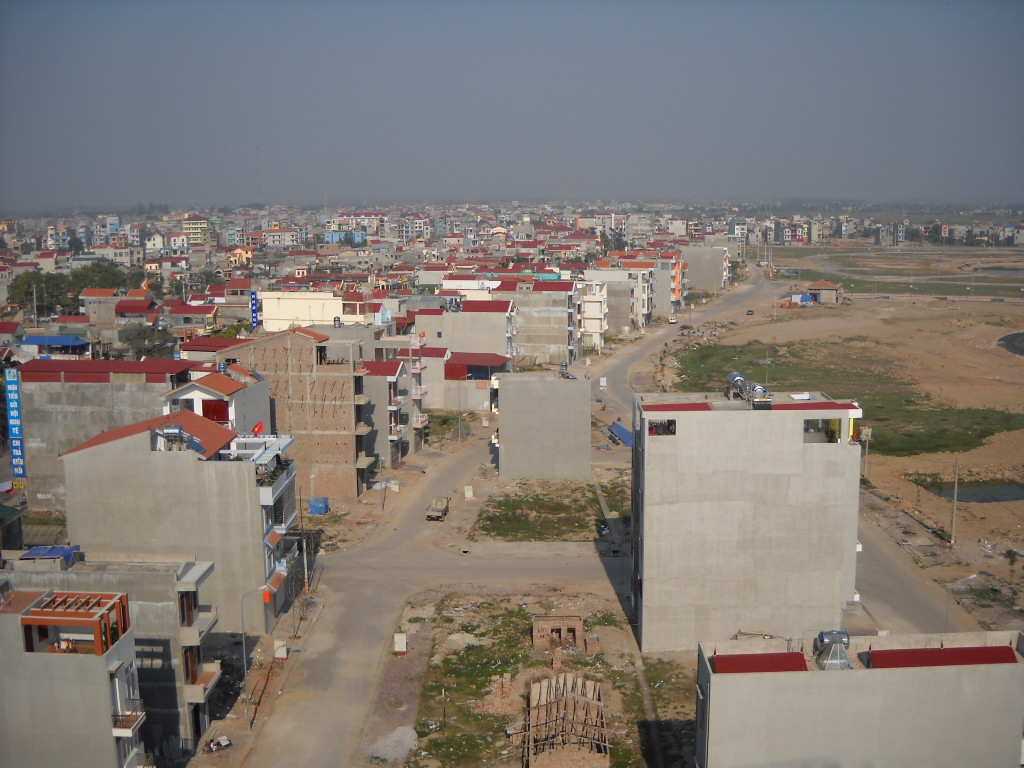
Khu ngoại thành của thành phố
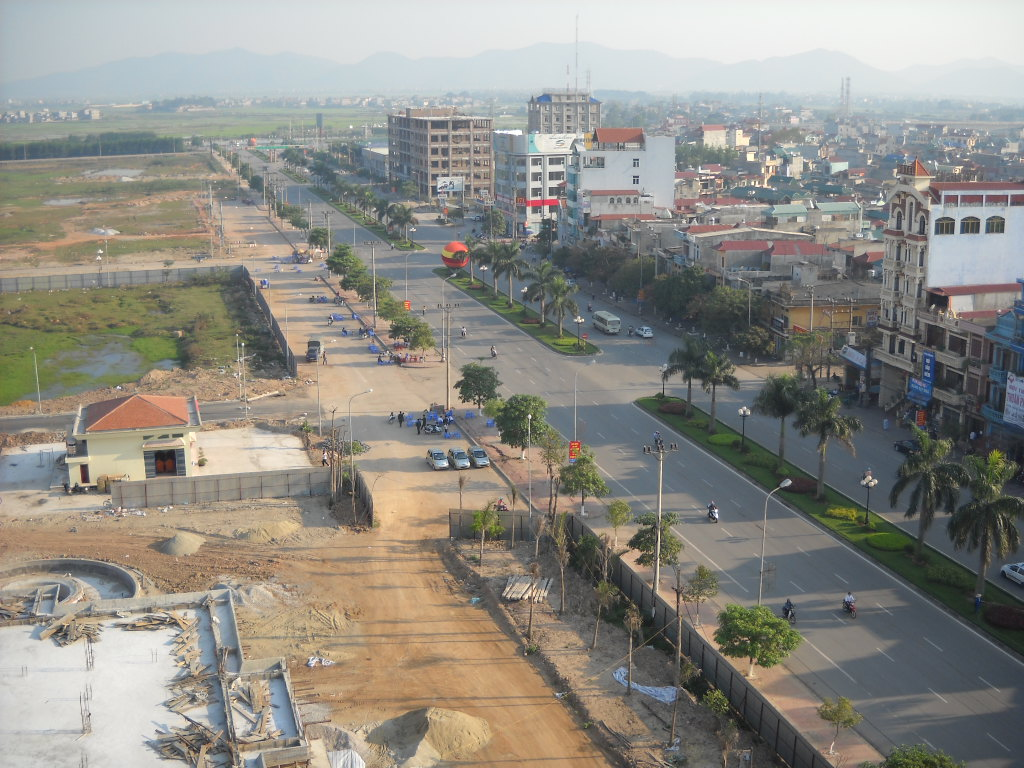
Đại lộ lớn đi ngang qua thành phố
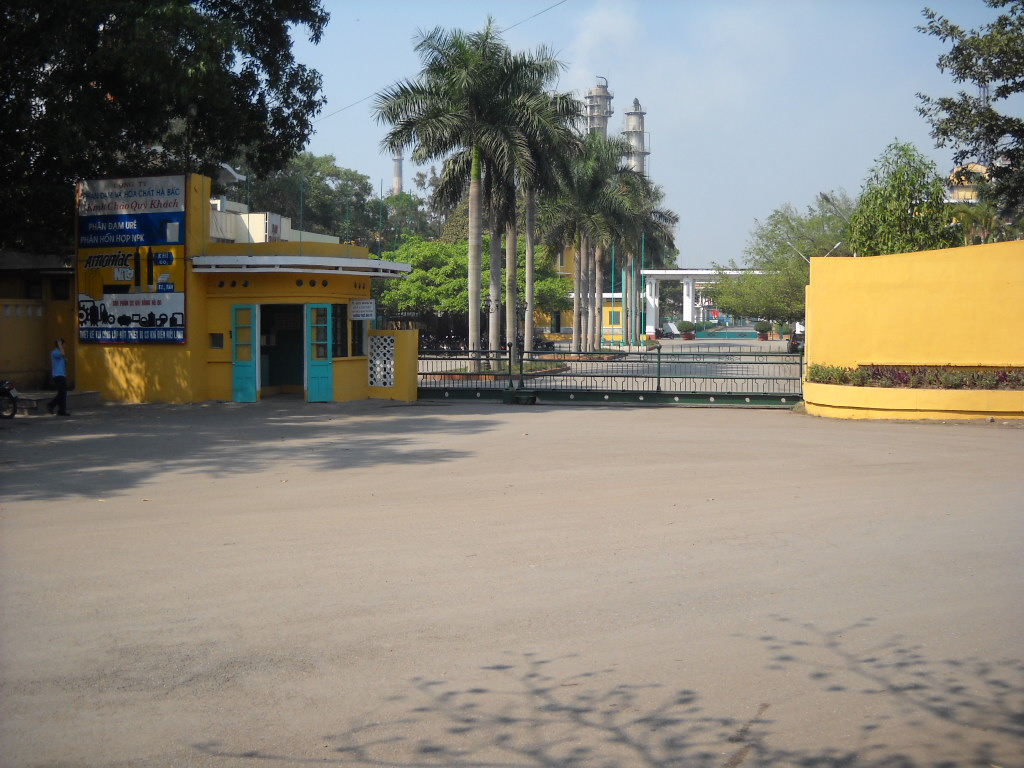
Cổng Nhà máy Phân đạm Hà Bắc